# The Doors (Special Edition)
The Doors (Special Edition) è un DVD pubblicato nel 2001, per il trentennale della morte di Jim Morrison.
Esso raccoglie, come il precedente The Doors Collection - Collector's Edition, 3 filmati in un unico disco, con più di 3 ore di visione sul gruppo californiano.
Il primo, Dance On Fire, è composto da una collezione di video, clip promozionali ed esibizioni televisive della band guidata da Jim Morrison, con alcuni rari spezzoni girati dietro le quinte.
Il secondo raccoglie il filmato del concerto dei Doors all'Hollywood Bowl di Los Angeles del 5 luglio 1968.
Il terzo invece è un video storico che raccoglie l'ultima apparizione televisiva dei Doors, trasmessa dalla PBS alla vigilia del famigerato concerto di Miami del '69 conclusosi con l'arresto di Jim Morrison e la cancellazione dell'intero tour.

## Tracce

### The Doors: Dance On Fire
1. Break on Through (To the Other Side)
2. People Are Strange
3. Light My Fire
4. Wild Child
5. L.A. Woman
6. The Unknown Soldier
7. Roadhouse Blues
8. The WASP (Texas Radio and the Big Beat) - Love Me Two Times
9. Touch Me
10. Horse Latitudes - Moonlight Drive
11. The End
12. The Crystal Ship
13. Adagio
14. Riders on the Storm

### The Doors: Live At The Hollywood Bowl
1. When the Music's Over
2. Alabama Song
3. Back Door Man
4. Five to One
5. Moonlight Drive
6. Horse Latitudes
7. From Celebration of the Lizard: A Little Game & The Hill Dwellers
8. Spanish Caravan
9. Light My Fire (Extended Version)
10. The Unknown Soldier
11. The End

### The Doors: The Soft Parade A Retrospective
1. The Changeling
2. Wishful Sinful
3. Wild Child
4. Build Me a Woman
5. The Unknown Soldier
6. The Soft Parade
7. Hello, I Love You

### Contenuti Extra
1. Break on Through (To the Other Side) (Isle of Wight Track)
2. The Ghost Song

## Formazione
- Jim Morrison – voce
- Ray Manzarek – organo, pianoforte, tastiera, basso
- John Densmore – batteria
- Robby Krieger – chitarra